# Clemens Helin
Clemens Helin, född 10 november 1702 i Växjö, död 29 november 1775 i Gränna, var en svensk präst.

## Biografi
Clemens Helin var son till kyrkoherden Johan Helin och Christina Flodin. Helin studerade från 1709 vid Växjö skola och 1723 blev han student vid Lunds universitet. År 1728 blev han student vid Uppsala universitet och 1731 vid Kungliga Akademien i Åbo. Helin disputerade 1732 (de gemino Messia, p. I, pres. J. Haartman, p. II, pres. I. Björnlund) och tog samma år magistergraden. Den 13 juni 1732 prästvigdes han i Åbo och blev huspräst hos grevinnan Ulrica Juliana Brahe. Året därpå blev han huspräst hos presidenten i bergskollegium friherre Conrad Ribbing. 1734 blev Helin kollega i Växjö och 1738 kyrkoherde i Bäckseda församling. 1751 blev han kyrkoherde i Gränna församling. Helin blev 1755 prost över Gränna pastorat och Visingsö pastorat och inspektor på Visingsö gymnasium. 1769 skulle Helin göra en provpredikan inför domprosttjänsten i Växjö domkyrka, men deltog inte på grund av sjukdom. 1772 blev han teologie doktor.
Helin var opponent vid prästmötet 1740, vice preses vid prästmötet 1755 och predikant 1760. Han deltog 1746 och 1751 i riksdagen.
Helin gifte sig 24 juni 1735 med Wendela Christina Hielmgren (1713–1794). Hon var dotter till lektorn Magnus Hielmgrehn i Växjö. De fick tillsammans barnen Helen Christina (1736–1797), Johan (född 1737), Wendela Catharina (född  1740), Anna Beata (1741–1742), Clemens (född 1742), Anna Maria (född 1744), Magnus Gabriel (1745–1745), Sara Lisa (1747–1747), Sara Elisabet (född 1749), Juliana (1754–1789) och Magnus Samuel (1755–1818).

### Manuskript
- 1758 – Berättelse om Gränna kyrkia, prästegård och församling samt de märkvärdigheter, som därstädes finnas månde, avgiven den 30 januari 1758.[2]
- 1764 – Kort beskrivning över Gränna kyrka, prästegård, stads- och landsförsamling, daterad den 25 april 1764.[2]